# Сыромятная кожа

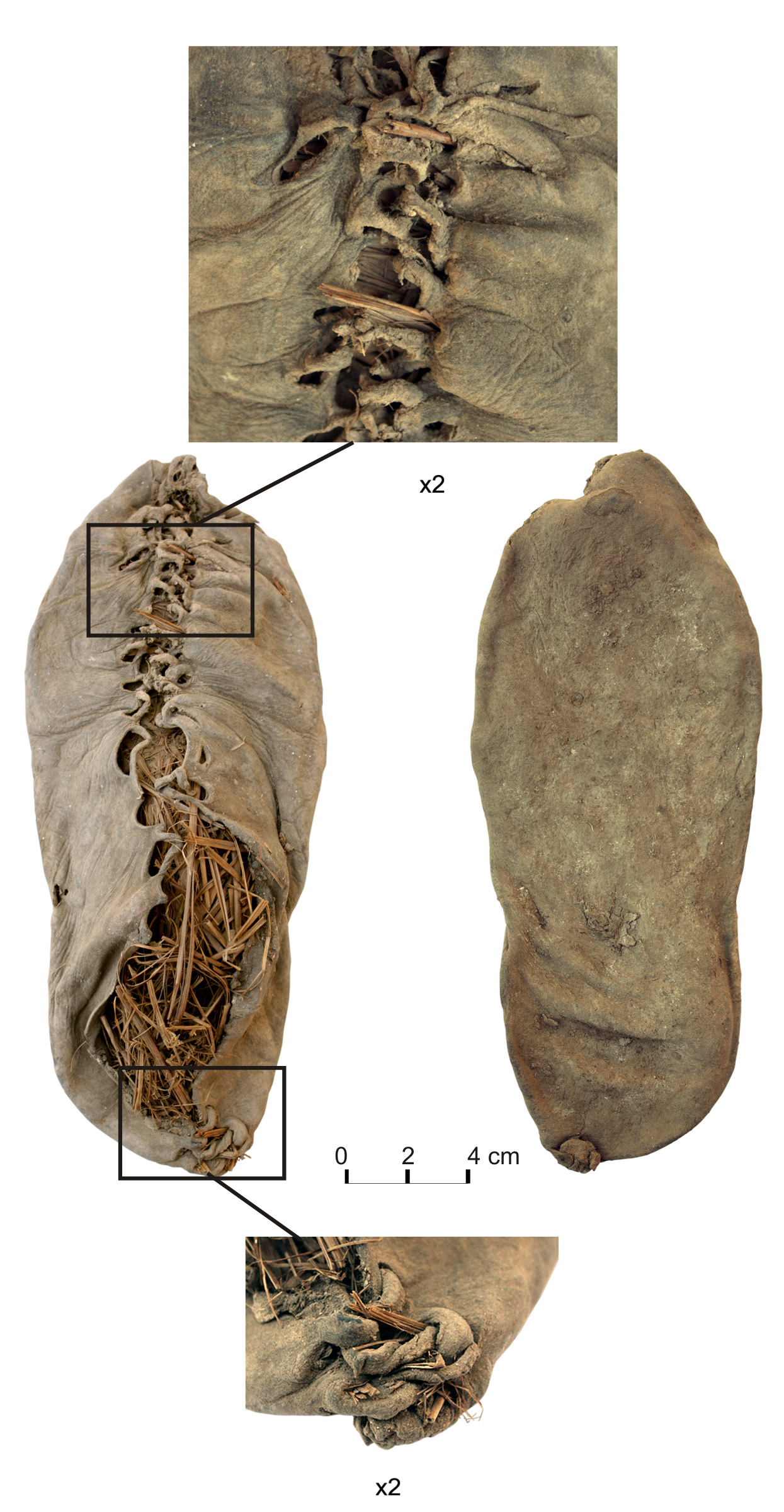
Обувь из Армении возрастом 5500 лет (коровья кожа, обработанная растительным жиром)

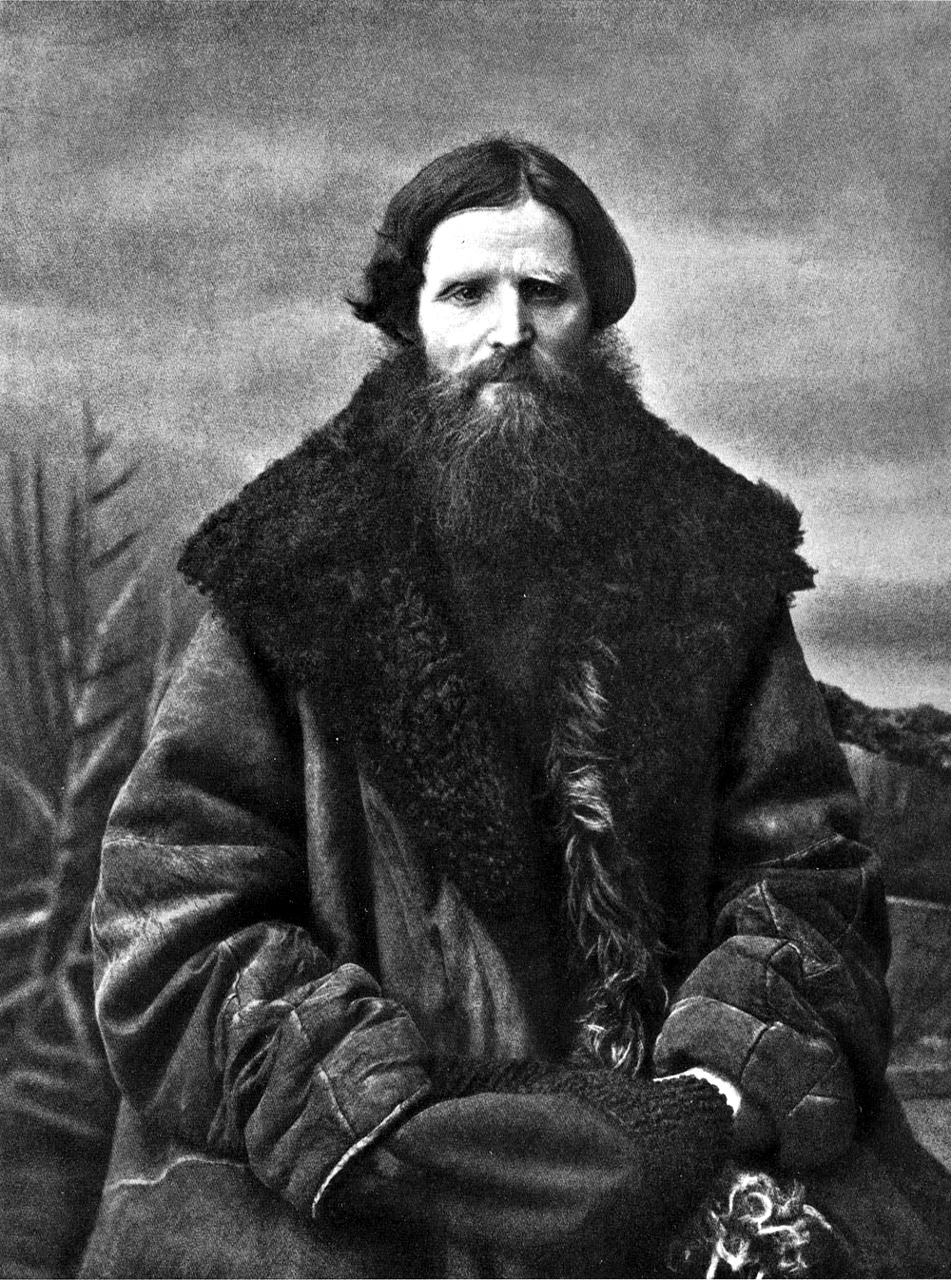
Мужчина в овчинном тулупе, 1900 г. (сыромять с шерстью)

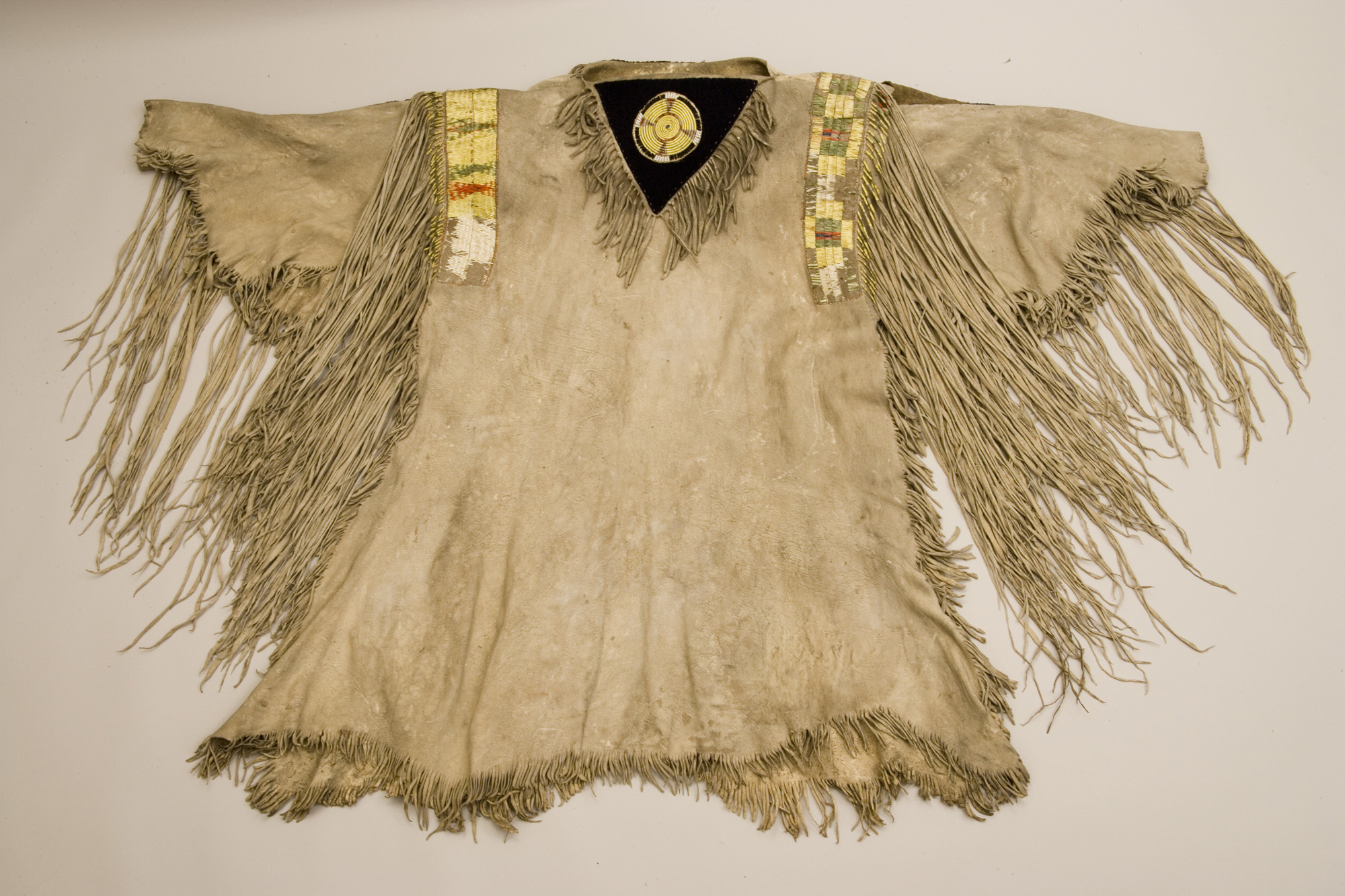
Рубаха не-персе, ок. 1820 г. (buckskin)

Сыромя́тная кожа (сы́ромять — сыромя́ть, сыромя́тина [простореч.]) — кожевенный материал древнейшего способа выделки, который производится путём разрыхления структуры кожи с фиксацией этого состояния жирующими веществами. Была повсеместно распространена, но в настоящее время практически вытеснена дублёными кожами. Хотя некоторое её количество кожевенные заводы производят и в настоящее время. Специализировавшимися на выделке сыромяти кожевниками были «кожемяки» (это также вообще кожевники) и «сыромятники».
На Руси название «сыромятная кожа» известно по письменным источникам с XVI века. А при кустарной выделке мехов и овчин сыромятные рецептуры всё ещё преобладают. Причём у русских в овчинном производстве сыромять была единственной до 1-й пол. XIX века, когда стало внедряться дубление. При этом украинцы и белорусы, как правило, обходились сыромятными овчинами даже в 20-х гг. XX века

## Терминология сыромятной кожи
В XVI—XVII веках в России существовало несколько обозначений, относящихся (иногда предположительно) к сыромятной коже. В отличие от дублёных кож, имеющих определённый цвет, сыромятная входила в категорию «белые кожи» или «белые шубы» (то есть овчины), выделанные способом «на́бело». К ним, видимо, относилась и квасцовая сыромять, а также кожа жирового дубления — замша. С XVII века используется термин «чёрная кожа». Предполагают, что так назывались дублёные кожи, пропитанные дёгтем. Но такая пропитка применялась и для некоторых видов сыромяти.
Одновременно с названием «сыромятная кожа» существовало другое распространённое на Русском Севере и Северо-Западе, сейчас устаревшее, название — «мячина» (мяхчина), от слова «мять». От него происходит ещё одно название кожевников — «мешинники».
По-украински сыромять — «сыры́ця» (пишется на украинском — «сири́ця»). Аналогичное русское слово «сыри́ца» означает непродуб, то есть брак.
В Малороссии и в частности на Украине также применялся термин «лы́марщына» (пишется на украинском — «ли́марщина»). Д. К. Зеленин приводит и с другим ударением — «лимарщи́на». Происходит от «ли́мар» или по Далю — «лимарь», «рамарь»; на украинском — «лы́мар», «ры́мар» (пишется на украинском — «ли́мар», «ри́мар»); на белорусском — «лiмар» — шорник.
Сыромятную замшевидную кожу, выделываемую кожевниками народов Севера, Сибири и Северной Америки, в литературе обычно называют «замшей». В российской этнографии её также принято обозначать словом «ро́вдуга». Этот термин известен ещё из грамоты 1586 г. «Ровдуга» или «ровдога» (арханг., колымск.) происходит от саамского roavggo — полость саней из шкур. Другое старинное название оленьей или козьей сыромятной замши, «и́рха», «и́рга», было известно в Новгороде, в Сибири, на Украине. В Новгороде её изготовлением занимались особые кожевники — «ирешники». В Архангельской губернии употреблялись также слова «вежь» (от вежить или очищать кожу) и «мездрянка» (от мездрить). Также в России безлицевую сыромять из кожи лося или оленя называли «лосина». У донских казаков белая сыромять с лицом носит название «кислина».
На Западе эту кожу чаще всего называют «оленьей кожей» (англ. buckskin, deerskin), так как первоначально это действительно всегда была кожа оленя. Часто встречается и другой термин — «кожа мозгового дубления» (англ. brain tanning). Более грубую сыромять с лицевой поверхностью называют просто — «необработанная кожа» (англ. rawhide, raw hide). Имеются и другие традиционные названия. В Северной Америке также используется слово французского происхождения для обозначения жёсткой кожи индейской выделки — «парфлеш» (фр. parflèche, англ. parfleche).

## Виды сыромятной кожи
У разных народов существует (или существовало) множество способов кустарного или промышленного производства сыромяти. Она может сохранять шерсть, иметь безволосую гладкую лицевую поверхность или быть похожей на замшу. Также различными могут быть толщина и плотность.
В России производились следующие виды сыромяти: бритая или скреблёная (скоблёная, скоблёнка), квашенная или хлебная (русская), квасцовая (венгерская, немецкая), пикельная, зольно-хлебная, намазная, молочная, дымлёная, мороженая, зольно-глюкозная, спиртовая. В основном она применялась при производстве ремней, завязок, кнутов, конской сбруи (вожжи, уздечки, чересседельники, шлеи, путлища), побочин, для скрепления частей цепов.

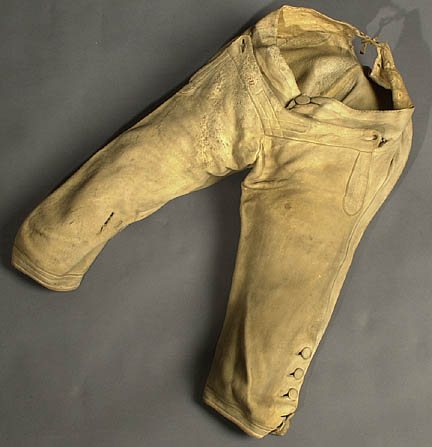
Штаны из жёлтой сыромяти. США, кон. XVIII в.

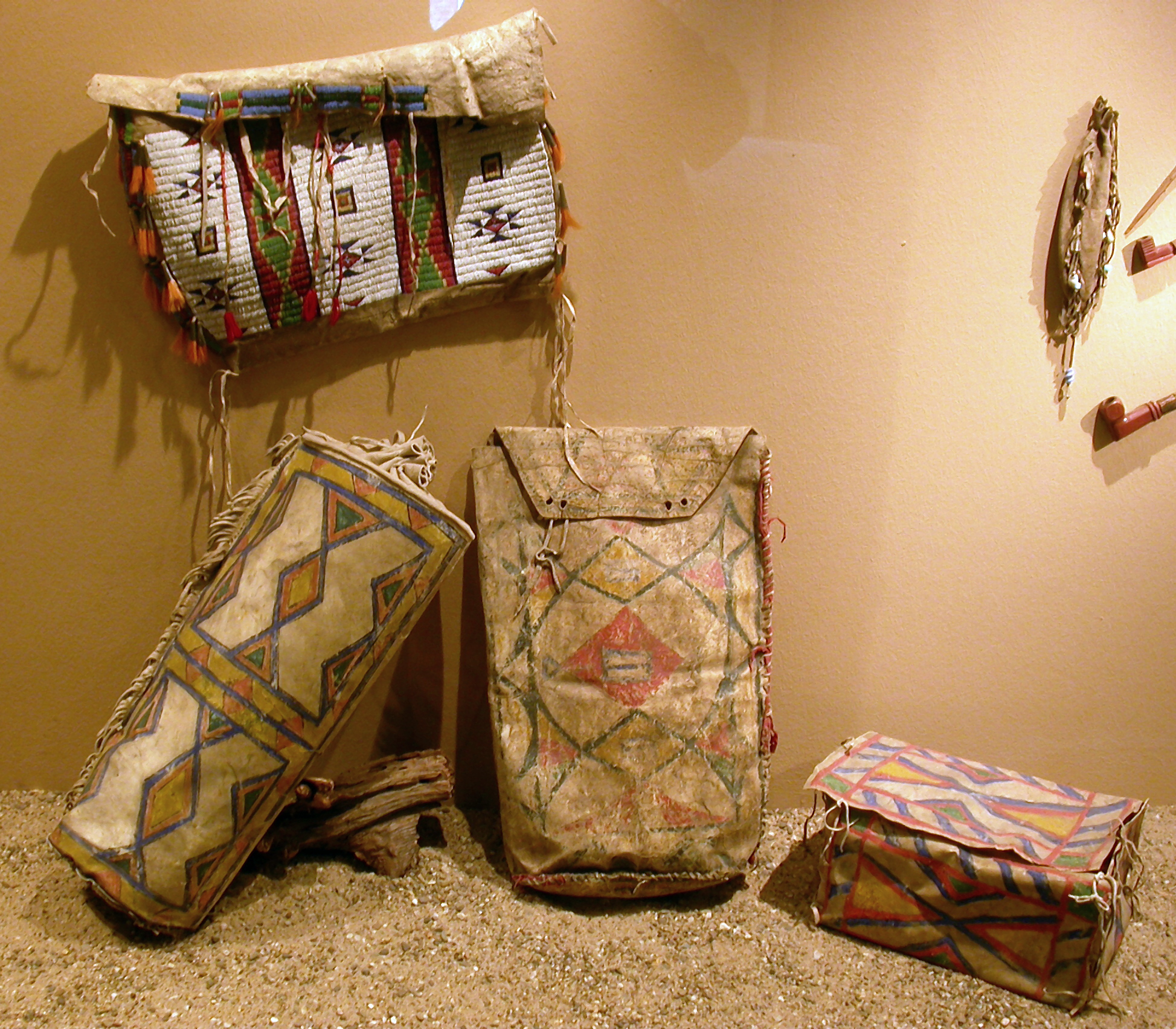
Сумки сиу. Сверху — сумка из мягкой кожи; внизу — изделия из парфлеша (rawhide): слева — футляр для головного убора, в центре — собственно парфлеш, справа — коробка для вещей

Народы Сибири изготовляли сыромять также из рыбьей кожи, из которой делали и нитки.
Аналогично используются горла (трахеи) и пищеводы собаки, нерпы, чайки. Их используют для аппликаций. В Северной Америке также известно применение рыбьей кожи. Сыромять делают и из кожи змеи. В Европе было распространено производство сыромятных пуховых шкурок птиц.
К сыромяти относятся также кожи, специально выделанные для письма, — пергамент и веле́нь.

## Использование
Полоски из сыромяти разных видов могли применяться для привязывания каменных и других орудий (топоров, скребков и т. д.) к рукояткам, начиная со среднего каменного века, так как она имеет свойство сжиматься при высыхании.
Из мягкой сыромяти шили обувь. Причём применяли как замшевидную
(мокасины), так и более плотную лицевую сыромять (древнерусские поршни и их же аналоги у других народов Южной и Восточной Европы, а также Средней Азии и Кавказа) или же меховую (унты).
Также мягкие виды сыромятной кожи применялись для изготовления одежды. В первую очередь это касается кожаной одежды охотничих и оленеводческих народов Севера и Сибири (см. парка). Но, например, и украинцы Полтавской губернии делали из сыромяти штаны. То же и в Северной Америке, где коренные американцы применяли одежду из «оленьей кожи» (англ. buckskins) (которая была также популярна, например, у белых охотников) (см. также плащ из шкуры бизона). Исключением являлась лосина, которая в России XVIII — начале XX веков шла на некоторые предметы воинского гардероба. Отсюда и название штанов — «лосины».
Кроме одежды, из мягкой сыромяти делали ремни, верёвки и множество других предметов быта. Из скрученных сыромятных ремешков (лент) изготавливали также тетиву для луков, в том числе и на Руси. В Канаде из полосок сыромяти (rawhide) называемых babiche [bə'bi:ʃ] или shaganappi [ˈshagəˌnapē] делают ремешки или шнурки, используемые в шитье, для изготовления силков, сеток снегоступов, связывания каркасов каноэ и т. п.
Грубая толстая сыромять идёт на изготовление кнутов, нагаек, арканов и в шорное производство. Причём на сбруи для обоза и артиллерии и на всё артиллерийское снаряжение вплоть до первой половины XX века шла исключительно сыромять. Ещё раньше она использовалась в кожаных доспехах, а также для покрытия деревянных щитов, так как является более ударопрочной, чем дублёная кожа. Особо выделанную rawhide или parfleche широко использовали североамериканские индейцы при изготовлении одноимённых парфлешей — сумок в виде конвертов и других форм для хранения пеммикана, а также других продуктов и вещей, футляров для головных уборов, подошв мокасин, ножен, поясных ремней, щитов, дверей типи.

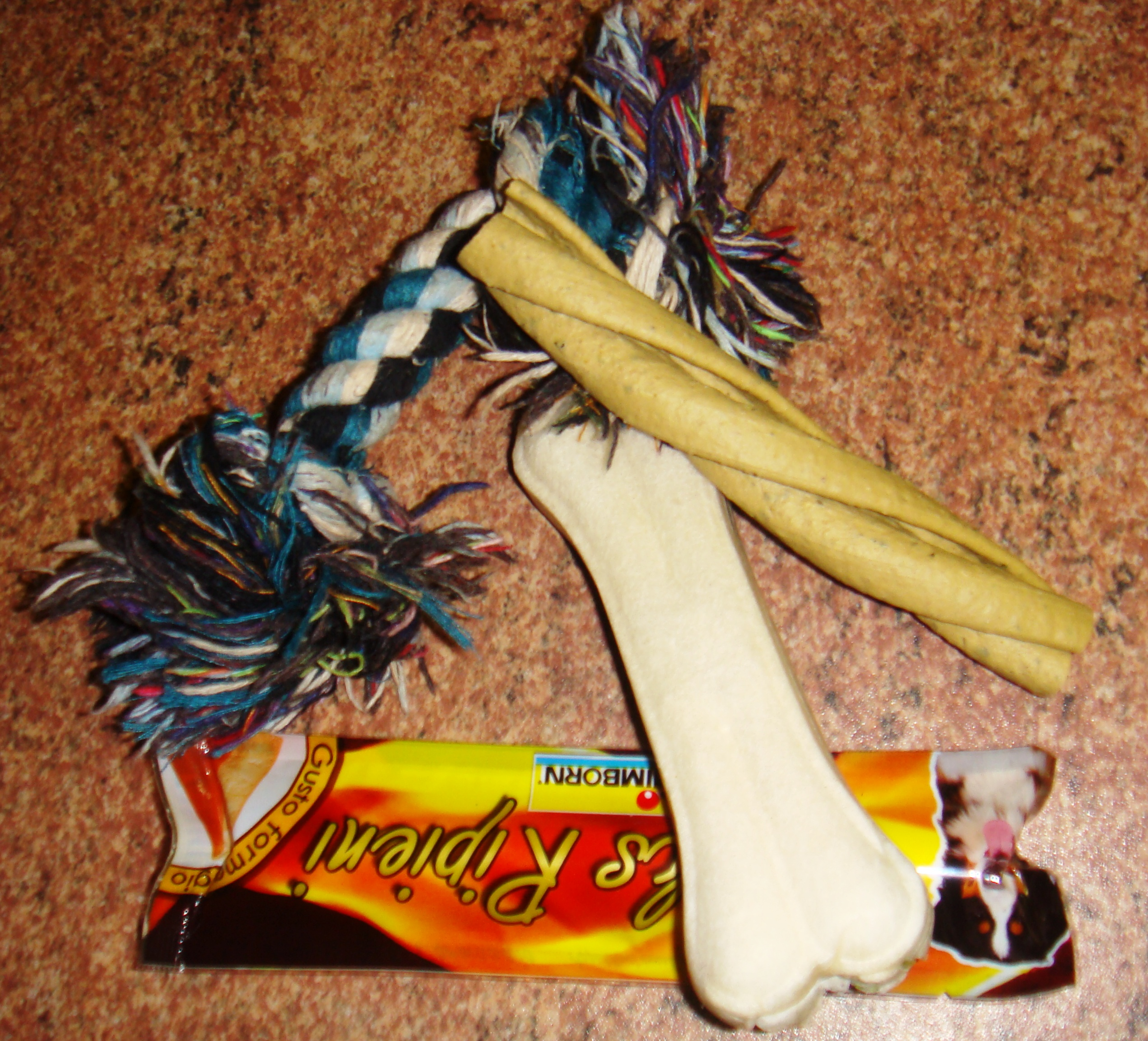
Собачье лакомство из сыромяти

## Сыромятная кожа в современности
Ещё сохранилось её использование в сфере традиционных культур и ремёсел, а также в технике. Жёсткая сыромять всё ещё применяется в шорном деле, а также используется в ортопедических изделиях. Из сыромятных ремней и ремешков делают простые и мягкие лыжные крепления, обмотку на клюшках для игры в хоккей с мячом, сшивки для транспортёрных лент. Также из сыромятной кожи делают «кости» и другие лакомства для домашних собак.
Некоторое количество кожи мозговой выделки выпускается в странах Запада и в Турции для нужд лёгкой и галантерейной промышленности. Она довольно дорога, производится вручную и известна под традиционным названием «оленья кожа» или «кожа мозгового дубления». Хотя такое коммерческое название могут давать и дублёным кожам, имеющим соответствующий внешний вид.

## Свойства
Пластичность сыромятной кожи выше, чем у дублёной кожи. Но некачественно выработанная сыромять после намокания с последующим высыханием или просто со временем может потерять изначальную мягкость и даже ороговеть, как сырая кожа. От этого сыромять предохраняет наличие в ней определённого количества жира, оставшегося после выделки, и дымового дёгтя в дымлёных изделиях. Некоторые изделия, ради сохранности, время от времени подвергают дополнительному жированию, смазке дёгтем и дымлению. После этих операций сыромять приобретает кремовый, желтоватый или разной интенсивности коричневый цвет. Также, чтобы повысить водонепроницаемость, применяют пропитывание кровью.
Для улучшения качества сыромять иногда подвергают лёгкому дублению. Это достигается при окрашивании оленьих кож ольховой корой в рыжевато-бурый цвет, смачивании слитым чаем или отварами других дубильных растений.
Более уязвима белая сыромять. Особенно если она ещё и не пропитана жиром. Одежда из такой кожи имеет ряд недостатков, так как может не только затвердеть после намокания, но и легко загрязняется. Индейцы для чистки одежды из белой кожи используют белую глину. Для отбеливания кожи также выставляют на солнце. Толстая сыромять тоже нередко остаётся белой.
Изделия из сыромятной кожи также красят, причём в качестве красителя выступают также дымление и дубильные растворы. В различных регионах использовали любые доступные там минеральные и растительные красители. Восточнославянское население для окраски овчин применяло охру, сандал, реже мумию и кирпичный порошок. Также применяются разрисовывание, нанесение горячего тиснения и разнообразные виды вышивки.
Свойством сыромяти является то, что, промокнув, она «раскисает», то есть становится несколько осклизкой на ощупь. Это проявляется в разной степени, в зависимости от способа выделки. Сыромятная кожа не имеет специфического запаха, который свойственен кожам промышленного дубления. В зависимости от метода обработки, она имеет свежий мясной запах или запах жира, которым пропитана. Сильно и своеобразно пахнет продымлённая кожа. Неприятный запах издаёт сыромять, пропитанная дёгтем или ворванью. Для придания приятного запаха кожаной одежде индейцы Великих равнин хранили её вместе с ароматной травой — англ. sweetgrass. Важным свойством сыромятной кожи является то, что она остаётся фактически всё той же сырой кожей, то есть вполне съедобным продуктом. Поэтому в трудных ситуациях вещи из неё варили и ели. Дублёные кожи для этого гораздо менее подходят из-за содержащихся в них химикатов и более долгой варки.
Не все из существующих видов сыромятных кож принято называть сыромятными. Это можно объяснить следующим образом. Если расположить в ряд кожи разных способов выделки, где в начале будет сырая кожа, затем сыромятная без каких либо пропиток, а на другом конце — кожи дублённые самыми сильными химикатами, то, что естественно, между ними будут располагаться промежуточные способы выделки. Разница между всеми способами заключается в способности пропитывающих веществ создавать слабые или более сильные связи с коллагеновыми волокнами дермы, и в обратимости этих связей. Поэтому, чем труднее вымыть эти вещества и вернуть кожу в первоначальное состояние, тем больше причин называть кожу дублёной. И наоборот. В реальности же название во многом зависит от сложившейся традиции.

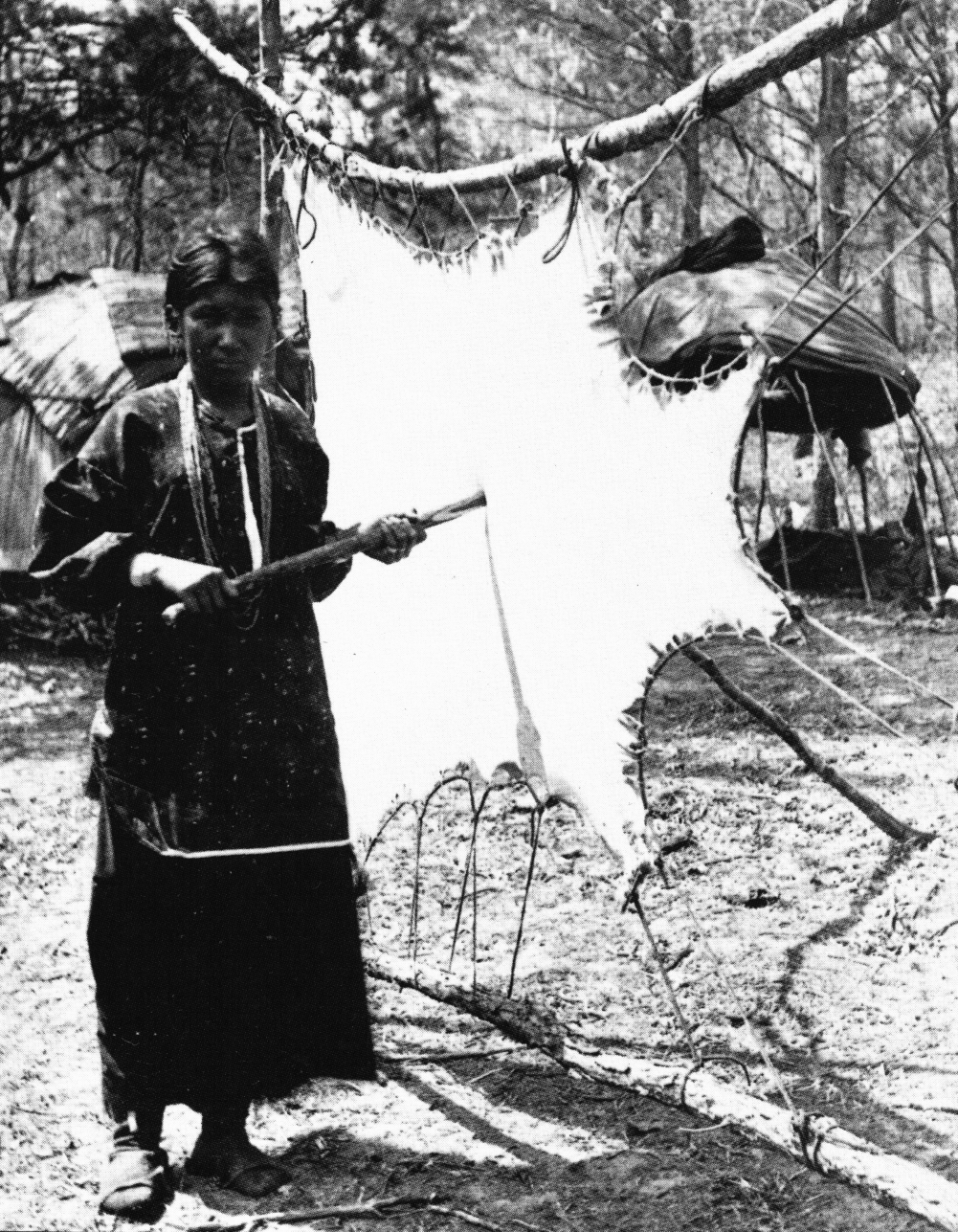
Женщина виннебаго за изготовлением оленьей кожи. Ок. 1880 г.

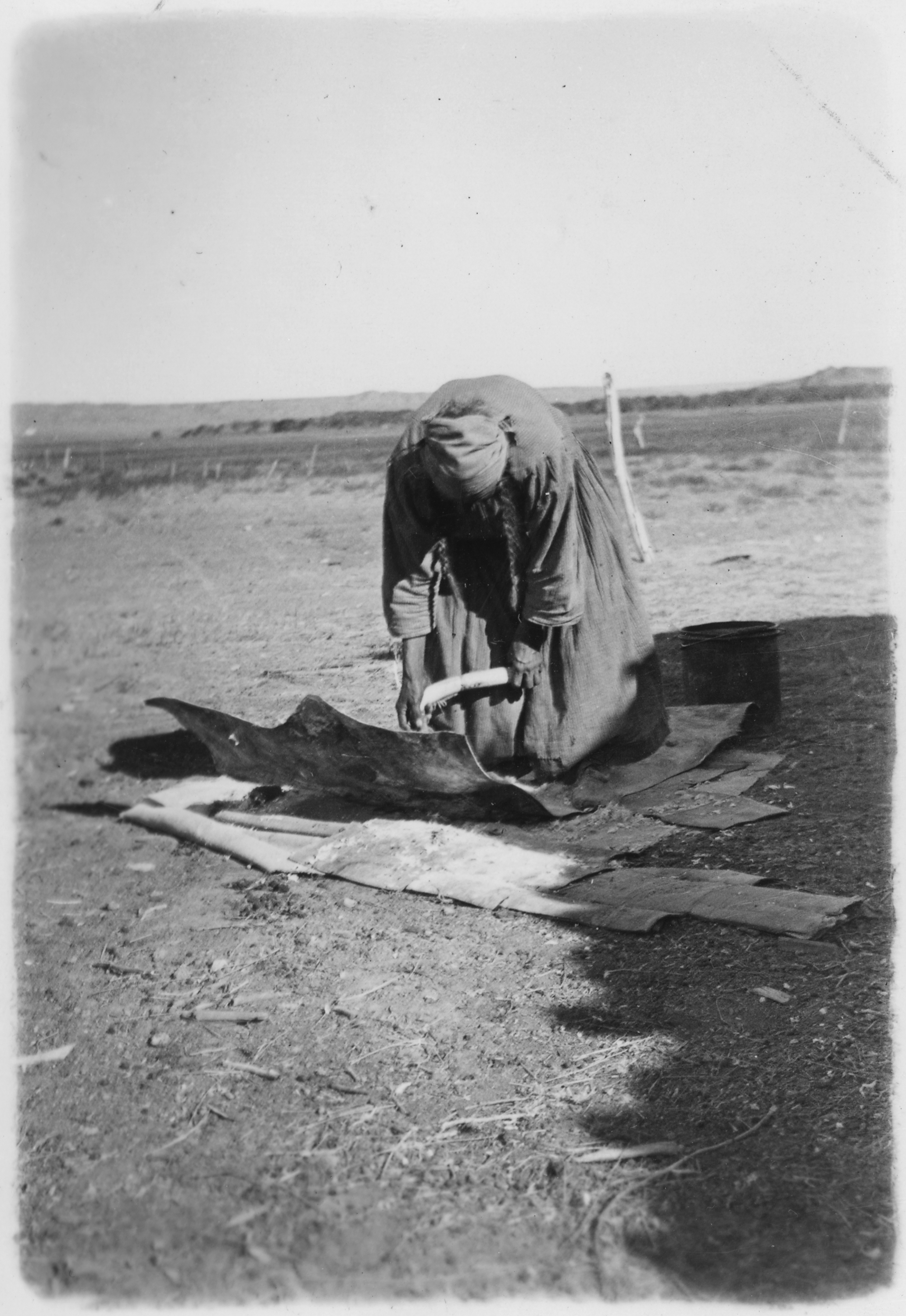
Процесс строгания при изготовлении парфлеша. Ок. 1935 г.

## Выделка
По сравнению с просто сырой кожей (необработанная кожа, сырица), сыромятная кожа проходит больше этапов обработки.
Все способы выделки сыромяти в основном имеют один порядок операций: мездрение шкуры; обезволашивание (если требуется); различные способы пропитки кожи нужными веществами (не для смягчения, как часто представляют, а для разрыхления и предотвращения последующего слипания коллагеновых волокон); сушка с одновременным или последующим разминанием. Иногда пропитку и сушку заменяет вымораживание и затем, если надо, проводится жирование. Возможно и полное исключение пропитки: лишь медленная сушка и более или менее интенсивное разминание путём нанесения ударов (для парфлеша). Для сыромяти типа ровдуги чаще ещё проводится финальная операция — дымление.

### Обезволашивание
Обезволашивание или дернение, то есть удаление волоса, можно разделить на два основных способа: с сохранением лица и с удалением лица. В первом случае волос удаляется примитивными способами (сбривается, выщипывается, выбивается камнем, подпаливается); сгоняется химически (например, раствором гашёной извести, сернистого натрия или древесной золы); используется процесс ферментации при квашении или же просто достигается разложение волосяных луковиц отопреванием, то есть при оставлении шкуры на некоторое время в тепловатой воде или в помёте животных (в Полесье это называлось «потение в навозе»). При втором способе волос соскабливается, срезается или просто срывается вместе с лицевым слоем. Возможно и совместное применение этих методов.

### Пропитка
Традиционно для пропитки при производстве сыромятной кожи используют жиры, в том числе ворвань и костное масло (англ. neatsfoot oil), печень и мозг животных, же́лезы (селезёнка), крепкий отвар из костей, рыбий и мясной отвар, рыбью икру, содержимое желудка животного, молочные продукты (простокваша, айран), яичный желток, разведённые водой гнилушки, отруби, нефть, олений помёт, мыло, гриб трутовик лиственничная губка и старую человеческую мочу. Полярные охотники на морского зверя используют для пошива обуви шкуры тюленей, после того как они обработаются в солёной воде, длительное время послужив в качестве поплавков. Сыромятную тетиву для лука можно изготовить, замочив её в свежей крови животного. Для птичьих шкурок применяют посыпание картофельным крахмалом.
На современном производстве жируют минеральными жирами или, например, мездровым салом.
Более сложные методы. В русских методах выделки применяют кислые квасы или кисели из муки и отрубей. Такую кожу ещё называют «полусыромятью» или «квашеной кожей». При производстве так называемой «венгерской сыромяти» используются квасцы (квасцевание). Квасцевание применяют после киселей или как отдельный метод.
Существует ещё один современный вариант выделки — пикелеванием, при котором применяются нейтральные соли (поваренная соль) и слабые растворы различных кислот (серной, уксусной, муравьиной).

### Разминание
Важным этапом является разминание (мятьё) (для тонких кож — потягивание), вручную или методом топтания. При этом часто используются простейшие и несколько более сложные приспособления. К простейшим относятся: протаскивание через верёвку; через шест с острым ребром; разбивка кожи камнем или обухом топора; разбивка тупым топором в специальном деревянном гнезде. Ремни протаскивали через щель между двумя палочками, то есть в различного вида лещадях (лещётках). Ремни протаскивали и через ручную донскую мялку, имеющую две прорези и железную вставку. У сибирских народов тоже были подобные ручные мялки, а также с бо́льшим числом прорезей или отверстий. Производилось разминание мездряком, то есть тупым железным скребком; другими этническими скребловидными инструментами. Сюда же относятся и разновидности ручно-ножного инструмента ключ (крюк, рогатка).
Несколько более сложными являются: мялка беляк и деревянная ступа, используемая для точения кож. А также выкручивание в разные стороны гужа, то есть подвешенного в виде кольца рулона из кожи или из нескольких кож с применением груза. Похожим способом выкручивают и ремни. При подвешивании с грузом, используя ещё палку или шест, добивались смены направления вращения.
Затем идут мялки в виде зубчатых челюстей, причём зубцы могут быть на обеих частях этих щипцов или только на нижней, а давили круглой палкой. При этой методике могут применяться льномялки или мялки для конопли. Наиболее сложным устройством является механическое мя́ло или донская мялка, которое может вращаться вручную или на конной тяге. Существует и такой старинный метод как жевание зубами (народы Севера), в котором к тому же участвуют ферменты слюны. В России ремни из сыромяти проходили процесс посадки путём протаскивания их через па́рные палочки с прямоугольными или круглыми вырезами. За счёт чего они максимально вытягивались, калибровались и приобретали нужный профиль. На донских мялках, простых и механических, и во время посадки ремней кожи обильно жируются.

### Дымление
Дымление (копчение) насыщает кожу дёгтем, который предохраняет её от затвердения, способствует консервации, благодаря наличию в нём формальдегидов и придаёт окрас. Его можно считать как один из этапов перехода к дублению. У восточнославянских народов копчение овчин было зафиксировано лишь в середине XIX в. Причём у тюркских народов копчение шкур для бурдюков известно гораздо ранее.
За редким исключением, дымлению подвергают только тонкие виды сыромяти. Его производят или в специальном помещении, или просто сшивая кожу в трубу или мешок и подвешивая её над тлеющим огнём. На севере Руси для этого жгли костру льна и гнилую берёзу, а белорусы — куриный помёт. В этнографической литературе можно встретить неубедительные утверждения, что оттенок копчения зависит от вида сгнившего дерева. Равномерность дымления может снижать образование складок на коже, попадание на неё снега или капель воды. Конечное качество также снижают слишком сильный или коптящий огонь. Последнее устраняют, исключая смолистые породы дерева и используя гнилушки.

## Традиционные названия
- Азербайджанский: ген, кен (gön, gȫn, kön), букв. — выделанная (кожа); xam göndən, букв. — сырая выделанная (кожа).
- Английский: rawhide, букв. — сырая (то есть сырьё), необработанная, грубая; buckskin, deerskin, doeskin, букв. — оленья кожа; brain tanning, букв. — мозгового дубления; bridle leather — уздечная кожа; fat-tanned leather — кожа дублённая жиром[18]; taw — выделывать кожу без дубления.
- Белорусский: сырамяць (-ці — женск.) — сыромять.
- Болгарский: sыromyaty — сыромять, sыromyatnaya кожи — сыромятная кожа.
- Делавары: àskxès (-ni) — rawhide, xèsii (-na) — кожа[19].
- Древнетюркский: qoγїš, qoγuš (от qoγša- — смягчать).
- Испанский: cuero crudo, cuero en verde, cuero no curtido, crudo, sin adobar, cuero sin curtir.
- Итальянский: cuoio (conciato) alľolio — кожа, выделанная маслом; cuoio conciato in allume — кожа, выделанная квасцами; non conciato — не дублёная, pelle f non conciata, pellame m grezzo.
- Казахский: қайыс — сыромятный, сыромять; қайыс тері — сыромятная кожа; иленбеген тері — невыделанная кожа; шикі — недоделанная, сырая кожа; шылғи — недостаточно выделанная кожа, сыромятина[20].
- Киргизский: чийки, чылгый, жаш кайыш, шири (сыромятная копчёная кожа крупного скота, идёт на изготовление посуды, применялась для пыток)[21].
- Немецкий: Rohhaut, rohleder — сыромятная и сырая кожа, Hirschleder — оленья кожа, weißgares Leder — белая кожа; weißgegerbtes Leder — белая кожа; Weißleder — белая кожа (кожа для сбруи квасцового дубления и жированная салом, вырабатываемая в Венгрии); Seremetleder — сыромятная кожа; Alaunleder — кожа, выдубленная квасцами.
- Оджибве (чиппева): ase´kwan, bûckwe´igûn[22].
- Россия: лима́рщина[комм. 35] — сыромять в Новороссии; молочный ремень — самая тонкая, прочная сыромять, выделанная на простокваше; дымле́нина (камчатс.) — продымленная оленья кожа; вежь (архангельс.) замша (возможно, сыромятная); ирга, и́рха[комм. 36][23] (калужс., новоросс.) — козлиная или овечья замша (возможно, сыромятная), и́рха (сибирск.) — оленья, лосиная, баранья, козья шкура, выделанная сыромятной замшей; лоси́на, лосица — лосиная кожа, обычно в виде замши (сыромятной); мездря́нка — замша, кожа мягкой, толстой, рыхлой выделки (видимо, сыромять); мячина, мячильная, мячинная, мятильная или мяхчильная кожа (XVI—XVII вв.), отсюда — мешинник[5]; мякотна́я (кожа) (сибирс.) — замша, оленина замшевой выделки (видимо, сыромять); половинка (восточносибир.) — шкура изюбра, лося, косули, иногда и медведя, выделанная на замшу (видимо, сыромять), полость замшевая; ро́вдуга, ра́вдуга, ро́вдога, ровду́га (в том числе, сибирск.) — оленья, лосиная, баранья, козья шкура, выделанная сыромятной замшей;[24] мандарка (чукчи, эскимосы, коряки, алеуты) — лицевая сыромять белого цвета из кожи нерпы (иногда красится)[25].
- Санти дакота: ta-há-sa-ka — жёсткая сыромять[26], taha и ha kpaŋyaŋpi — выделанная кожа[27].
- Татарский: каеш — сыромять.
- Тувинский: шири — плотная сыромятная кожа[28].
- Турецкий: ham deri.
- Украина: сыры́ця (пишется на украинском — сири́ця), лы́марщына (пишется на украинском — ли́марщина) — сыромять; шкіра-сириця — сыромятная кожа; сирицевий, сиром’ятний[29]; лимарство — производство изделий из сыромяти; кушнірство — производство мехов, в том числе, и сыромятных.
- Финский: mäntti, mänttinahka.
- Французский: cuir ďœuvre, non tanné, cuir tanné au graisse, cuir vert.
- Чешский: mazaná holina, tukem vyčištěná holina, holina — сыромять.
- Хакский: сазан, кöң — сыромятная кожа[30].
- Чокто: tvlhko — buckskin[31].
- Шайенны: vó'kaehevôtse, vó'aehevôtse, мн. ч.: vó'kaehevotôtse — мягкая кожа оленя или вилорога.
- Шведский: råhud — сыромятная кожа и сырая кожа.
- Эвенкийский: нечӯмэ— ровдуга, кожа (выделанная без шерсти, дымлёная); нечӯксэ, нечӯхэ, нучӣксэ (-кса) — ровдуга (оленья, дымлёная), шкура (дымлёная); наякса, наякша — ровдуга (лосиная), шкура; нючуксэ — ровдужная шкура; тэргэксэ — ровдуга (оленья или лосиная)[32][33][34][35].

## Комментарии
1. ↑  Отсюда ряд производных слов: сыромятничий, сыромятничать, сыромятничанье, сыромятничество.
2. ↑  По другой версии, так называли любые неокрашенные кожи.
3. ↑  Также мячильная, мячинная, мятильная или мяхчильная кожа. Но название «мякотная кожа» расширительно относилось к выделанной шкуре овцы или козы, к замше или сафьяну. А также к способу выделки именно мягких кож.
4. ↑  Также «лемень» — ремень (для упряжи использовали сыромятные ремни). Заимствовано через польский rymarz из немецкого Riemer — «шорник».
5. ↑  Также, возможно, и от саамского «равва» или «ровва» — одеяло из шкуры. От него же и русское (кольск.) «ро́вва» — выделанная шкура оленя с ворсом [волосом (?)] и одеяло с мешком для ног из оленьей шкуры.
6. ↑  Заимствовано из средневерхненемецкого: irch — тонкая белодублёная кожа. Или из польского: ircha (от лат. hircus — коза) — белодубленая овечья или козлиная шкура, а сейчас — протирочная замша из кожи овцы и других животных, также искусственная.
7. ↑  Но не ясно, являлись ли ирха, вежь и мездрянка той же ровдугой или это была настоящая замша.
8. ↑  Ремни, на которых привешиваются к седлу стремена.
9. ↑  Ремни для стреножения лошадей.
10. ↑  Интересно, что для поршней сыромять прибивали к полу, засыпав с внутренней стороны золой.
11. ↑  Постолы, опинки, опанки, опинчи.
12. ↑  Чарыки, чирки.
13. ↑  Хотя не можем уточнить, из какого вида сыромяти.
14. ↑  Buckskin, скупаемая в больших количествах у индейцев Юго-Востока нынешних США и Испанской Флориды, поставлялась для изготовления сёдел, легин, обуви, перчаток, ремней, кнутов, бриджей и фартуков, в том числе и в Европу. В середине XVIII века жёлтые бриджи из неё были рабочей одеждой рабочих и носились членами всех социальных классов Англии (en:Panton, Leslie & Company).
15. ↑  Без особой обработки сыромятная тетива не отличается прочностью и влагостойкостью.
16. ↑  Французский канадский, от алгонкинских. Микмаки: ababich (a: papi:č) — верёвка, нить; оджибве: assabâbish — нить, ремень из жилы, кишок или сыромяти (rawhide) Архивная копия от 26 января 2020 на Wayback Machine.
17. ↑  От кри: pishaganâbii — ремни, шнуры и нитки из сыромяти (rawhide)  Архивная копия от 26 января 2020 на Wayback Machine.
18. ↑  Парфлеши в форме конвертов — это вьючные парные сумки, предназначенные для перевозки их на лошади. Парфлеш делается лицевой стороной внутрь, которая может окрашиваться охрой. На наружной бахтормянной стороне рисуются узоры. Если орнамент резной, то лицевая сторона направлена наружу.
19. ↑  Для креплений охотничьих лыж лучше подходит хорошо продымленная лосиная кожа.
20. ↑  Более безопасными для собак являются изделия из «литой» кожи, а не из прессованной в пачку. Имеется также вероятность присутствия в коже вредных химикатов, что зависит от конкретного производителя.
21. ↑  Существуют и гораздо более дешёвые имитации — кожи мягкого дубления с шлифованным лицом, называемые англ. brain tan look. Фактически это шлифованный велюр.
22. ↑  Белая кожа чаще использовалась для церемониальных одежд. Одежда из белой кожи у них стала очень популярна только в 40-е годы. XX века, когда вошёл в моду образ «индейской принцессы».
23. ↑  Хотя Д. К. Зеленин выражал сомнение, не относится ли это только к дублёным овчинам. Тем более, что раньше русские называли дублёные шубы во́хренные.
24. ↑  В кожевенном производстве применяется и химическое растворение или «сжигание» волоса.
25. ↑  Отсюда и происходит кожевенный термин, применяемый к процессу, предшествующему собственно сгонке (сбивка волоса, дернение) волоса — «золение».
26. ↑  Два последних метода является не всегда надёжны, так как могут приводить к подгниванию кожи (что, однако, не является препятствием для дальнейшей выделки).
27. ↑  Желательно полное удаление сосочкового (волосяного) слоя кожи, но это не всегда возможно если сосочковый слой является основным по толщине в достаточно тонкой коже (например, в овчине).
28. ↑  Печень — варёная или гнилая, мозг — варёный (минут 15) или свежий. Свежий мозг предварительно выдерживается при комнатной температуре около 5 часов после забоя (Цыбуля В. А. Выделка шкурок в домашних условиях. — М.: АСТ; Минск: Харвест, 2007. — С. 92, 93. — ISBN 978-5-17-037414-4 [ООО «АСТ»]. — ISBN 978-985-16-2107-7 [ООО «Харвест»]).
29. ↑  Он же фомитопсис лекарственный, Fomitopsis officinalis. Применяют якуты.
30. ↑  Получается кипячением с водой и серной кислотой осадка от вываривания на клей мездры со шкур.
31. ↑  Этод метод был известен в Мавритании и странах Азии, а также в Древней Греции (дефа) и Риме (алута). С Востока в Европу метод попал в начале XVIII века через венгерских мастеров, приглашённых во Францию.
32. ↑  Вообще, возможно применение и других веществ: кальцинированной соды, ацетона, бензина. Но без понимания особенности каждого способа, результат получить проблематично.
33. ↑  Используют все восточные славяне и кавказские народы для разминания овчин и других шкур, изредка для мездрения.
34. ↑  Название указывает, что кожи в процессе мятья белеют.
35. ↑  От лимарь (южн., зап.), вернее, рамарь (немецк.) — шорник (В. И. Даль).
36. ↑  Отсюда — «иршеник» (кто производит), «иршить» (выминать в замшу), «иршеный», «ирховый» (замшевый, возможно, сыромятный) (В. И. Даль).